# AT&T Championship
Het AT&T Championship is een jaarlijks golftoernooi in de Verenigde Staten dat deel uitmaakt van de Champions Tour. Het vindt sinds 2011 telkens plaats op de TPC San Antonio in San Antonio in Texas. 
Het toernooi wordt gespeeld in een strokeplay-formule met drie ronden en er is geen cut.

## Geschiedenis
In 1985 werd het toernooi opgericht als de Dominion Seniors. De eerste editie werd gewonnen door de Amerikaan Don January. In de loop der tijd werd de naam van het toernooi meermaals veranderd, onder meer in de Vantage at The Dominion en het SBC Championship. AT&T werd in 2006 de hoofdsponsor van het toernooi, dat sindsdien wordt georganiseerd onder de naam AT&T Championship.

## Golfbanen
| Jaren     | Golfbaan               |
| --------- | ---------------------- |
| 1985-2010 | Oak Hills Country Club |
| 2011-     | TPC San Antonio        |

## Winnaars
| Jaar                         | Winnaar           | Score            | Score            | Info                                                       |
| Dominion Seniors             | Dominion Seniors  | Dominion Seniors | Dominion Seniors | Dominion Seniors                                           |
| ---------------------------- | ----------------- | ---------------- | ---------------- | ---------------------------------------------------------- |
| 1985                         | Don January       | 206              | –10              |                                                            |
| Benson & Hedges Invitational |                   |                  |                  |                                                            |
| 1986                         | Bruce Crampton    | 202              | –14              |                                                            |
| Vantage at The Dominion      |                   |                  |                  |                                                            |
| 1987                         | Chi-Chi Rodríguez | 203              | –13              |                                                            |
| 1988                         | Billy Casper      | 205              | –14              |                                                            |
| 1989                         | Marry Mowry       | 201              | –15              |                                                            |
| 1990                         | Jim Dent          | 205              | –11              |                                                            |
| 1991                         | Lee Trevino       | 137              | –7               | Wegens slecht weer afgewerkt in twee ronden                |
| 1992                         | Lee Trevino       | 201              | –15              |                                                            |
| 1993                         | J.C. Snead        | 214              | –2               |                                                            |
| 1994                         | Jim Albus         | 208              | –8               |                                                            |
| SBC Dominion Seniors         |                   |                  |                  |                                                            |
| 1995                         | Jim Albus         | 205              | –11              |                                                            |
| 1996                         | Tom Weiskopf      | 207              | –9               |                                                            |
| Southwestern Bell Dominion   |                   |                  |                  |                                                            |
| 1997                         | David Graham      | 206              | –10              |                                                            |
| 1998                         | Lee Trevino       | 205              | –11              |                                                            |
| 1999                         | John Mahaffey po  | 204              | –12              | Won de play-off van José Maria Cañizares en Bruce Fleisher |
| SBC Championship             |                   |                  |                  |                                                            |
| 2000                         | Doug Tewell       | 202              | –14              |                                                            |
| 2001                         | Larry Nelson      | 199              | –17              |                                                            |
| 2002                         | Dana Quigley      | 201              | –15              |                                                            |
| 2003                         | Craig Stadler     | 198              | –18              |                                                            |
| 2004                         | / Mark McNulty    | 195              | –21              |                                                            |
| 2005                         | Jay Haas          | 199              | –17              |                                                            |
| AT&T Championship            |                   |                  |                  |                                                            |
| 2006                         | Fred Funk         | 201              | –15              |                                                            |
| 2007                         | John Cook         | 198              | –18              |                                                            |
| 2008                         | John Cook         | 197              | –19              |                                                            |
| 2009                         | Phil Blackmar     | 203              | –13              |                                                            |
| 2010                         | Rod Spittle po    | 201              | –15              | Won de play-off van Jeff Sluman                            |
| 2011                         | Fred Couples      | 193              | –25              |                                                            |
| 2012                         | David Frost po    | 208              | –8               | Won de play-off van Bernhard Langer                        |
| 2013                         | Kenny Perry po    | 203              | –15              | Won de play-off van Bernhard Langer                        |
| 2014                         | Michael Allen     | 201              | -15              |                                                            |
| 2015                         | Bernhard Langer   | 204              | -16              |                                                            |

| Toernooirecord |  | po = winnaar na play-off |